# Lepthyphantes nodifer
Lepthyphantes nodifer là một loài nhện trong họ Linyphiidae.
Loài này thuộc chi Lepthyphantes. Lepthyphantes nodifer được Eugène Simon miêu tả năm 1884.